# 吳叡人
吳叡人（英語：Wu Rwei-ren，1962年—）為台灣政治學家、歷史學家。國立台灣大學政治學系畢業，芝加哥大學政治學博士，曾為日本早稻田大學政治經濟學部客座副教授，現任職中央研究院台灣史研究所副研究員。其胞弟吳豪人亦同為臺灣政治學家、歷史學家，任職輔仁大學法律系教授。
研究專長為比較政治學（比較民族主義、帝國主義、殖民主義與族群政治）、政治理論（民主理論、民族主義、後殖民主義、西洋政治思想史）、亞洲民族主義研究、台灣政治史及日本近現代政治史等。長期投入臺灣社會運動，幾乎無役不與，年少時曾參與野百合學運，2008年於野草莓運動現場發表朗誦《讓野草莓團結我們吧》一詩，其餘包括2012年的反媒體壟斷運動、2014年3月的太陽花學運，皆可在現場見其身影。因為曾經為《香港民族論》撰文，以及被記錄於許知遠《抗爭者》一書中，而廣為兩岸三地讀者所認識。為班納迪克·安德森《想像的共同體》中文版譯者。

## 著作

### 個人著作
- 《受困的思想：臺灣重返世界》（台北：衛城出版，2016）
- [The Formosan Ideology: Oriental Colonialism and the Rise of Taiwanese Nationalism, 1895-1945]. 胡宗香翻譯. 春山出版. 2025 [2003]. ISBN 9786267478356.

### 共同著作
- 《主權獨立的人間條件：台灣如何成為一個自由平等、團結永續的新國家？》（林秀幸、吳叡人主編，經濟民主連合，2020）
- 《照破：太陽花運動的振幅、縱深與視域》（林秀幸主編，左岸文化，2016）
- 《存在交涉：日治時期的臺灣哲學》（洪子偉主編，聯經出版，2016）
- 《族群、民族與現代國家：經驗與理論的反思》（蕭阿勤、汪宏倫主編，中央研究院社會學研究所，2016）
- 《文明的呼喚：尋找兩岸和平之路》（左岸文化，2012）
- 《中心到邊陲的重軌與分軌：日本帝國與臺灣文學、文化研究(中)》（吳佩珍主編，國立臺灣大學出版中心，2012）

### 譯著
- 班納迪克·安德森：《想像的共同體：民族主義的起源與散布》（台北：時報出版，1999）

## 論述
2006年7月15日，簡錫堦、吳乃德、紀萬生、張富忠、范雲、吳介民、黃長玲、吳叡人、李丁讚、林國明、徐斯儉、陳明祺、郭宏治、陶儀芬與黃洛斐共同發起親民進黨和社會運動派715聲明〈民主政治和台灣認同的道德危機：我們對總統、執政黨和台灣公民的呼籲〉，呼籲時任中華民國總統陳水扁辭職下台。吳叡人在〈民主政治和台灣認同的道德危機〉聲明記者會中抨擊，現在中國國民黨「不止不道歉、不交還黨產，還厚著臉皮編造謊言，把被他們殺掉的臺灣人供在自己的廟裡」，原因在於民主進步黨「一執政之後，自己也迅速墮落，所以就沒有臉再要求別人了」。
2008年2月26日，2008年中華民國總統選舉民進黨總統候選人謝長廷與715聲明部分學者對談，吳叡人為對談人之一。吳叡人說，民進黨執政將近八年之中有六至七年時間對轉型正義毫無興趣，直到政權遭遇危機才突然開始積極推動轉型正義，例如用最粗糙性急的方式進行中正紀念堂改名臺灣民主紀念館，不惜引發社會對立來謀取選舉利益，但人民的熱情在一次次被操縱與利用之後終於冷卻；民進黨在2008年中華民國立法委員選舉慘敗，就是人民對民進黨消費轉型正義的行為最清楚的答覆。
2016年12月18日，吳叡人在台灣教授協會學術研討會中說，過去民主社會主義在台灣常常會跟統派連在一起，因為過去台灣的省籍、統獨衝突過於激烈，導致分配和階級的問題長期被壓抑；而現在台灣局勢逐漸穩定下來後，各種進步議題興起的同時，台獨議題被壓抑、甚至被污名化，像他這樣少數不停講台獨的人反而在進步學界被當成箭靶；在全球化的情勢下，弱勢的國家需要國家主權來抵抗帝國主義與資本主義的侵略；如果不得不接受國家的存在，運用國家來保護人們想追求的進步價值，用民主和公民讓國家暴力成為力量，就能協助大家推動想像的進步價值。
2022年1月，《香港大公報》指名，2021年獲頒香港外國記者會、國際特赦組織香港分會及香港記者協會「人權新聞獎」的吳叡人，言論違反《香港國安法》「分裂國家罪」、「顛覆國家政權罪」或「煽動意圖罪」等。1月11日，中央研究院在臉書發表聲明稿表示無法認同，並稱捍衛該院研究人員言論自由。此事亦成為台灣學者首次遭點名觸犯《香港國安法》。

## 外部連結
- 吳叡人 - 中央研究院臺灣史研究所（页面存档备份，存于）
- 吳叡人 | 想想論壇（页面存档备份，存于）
- 吳叡人 - 獨立評論@天下 - 天下雜誌
- 吳叡人 | 菜市場政治學（页面存档备份，存于）